# Со (филм из 1973)
„Со” је југословенски телевизијски филм који је премијерно приказан 18. јула 1973. године. Режирао га је Гојко Шиповац а сценарио је написао Дервиш Сушић.

## Радња
Негде у Босни, на ослобођеној партизанској територији, народ и војска трпе несташице соли.
Командант батаљона, који чува партизанску болницу, одваја једну чету и креће да потражи со у Тузли, коју држе јаке непријатељске јединице.
Повезујући се са илегалцима у граду, и уз велике жртве, десеткована јединица успева да драгоцени товар соли пребаци на ослобођену територију.

## Улоге
| Глумац                   | Улога                      |
| ------------------------ | -------------------------- |
| Дарко Дамевски           | Никола, командант батаљона |
| Стојан Столе Аранђеловић |                            |
| Боро Беговић             | Вујадин                    |
| Нада Роко                | Душка                      |
| Мирољуб Лешо             | Баја                       |
| Милош Кандић             | Водник                     |
| Анка Зупанц              |                            |
| Растислав Јовић          | Кисели                     |
| Петар Божовић            |                            |
| Илија Башић              | Семберац, рањен у обе ноге |
| Слободан Димитријевић    |                            |
| Берт Сотлар              | Инг. Крајанец              |
| Бошко Влајић             |                            |
| Заим Музаферија          | Одборник                   |
| Здравко Биоградлија      | Илегалац из Тузле          |
| Милан Срдоч              |                            |
| Даринка Гвозденовић      |                            |
| Нада Пани                |                            |
| Мухарем Осмић            |                            |
| Хајрудин Хоџић           |                            |
| Миодраг Митровић         |                            |
| Синиша Протић            |                            |
| Руди Алвађ               | Прeводилaц                 |
| Миленко Ђедовић          |                            |

Остале улоге ▼
| Глумац               | Улога            |
| -------------------- | ---------------- |
| Хасан Хасановић      |                  |
| Душан Тадић          | Комесар бригаде  |
| Марија Данира        |                  |
| Слободан Велимировић | Нeмaчки војник   |
| Марко Станић         |                  |
| Душан Вујисић        | Домобрaн у возу  |
| Фарук Жадић          |                  |
| Марија Васиљевић     |                  |
| Гордана Милиновић    |                  |
| Томислав Крстић      |                  |
| Давор Корић          |                  |
| Радојко Малбаша      |                  |
| Ранко Гучевац        | Нeмaчки поручник |
| Љупка Лазић          |                  |
| Мартин Бахмец        |                  |
| Низама Чолић         |                  |
| Лејла Дамаџић        |                  |
| Пејо Ковачевић       |                  |
| Влатко Милићевић     |                  |
| Бранка Митровић      |                  |
| Мустафа Сушић        |                  |